# Wybory parlamentarne w Nepalu w 2008 roku
Wybory parlamentarne w Nepalu w 2008 roku odbyły się 10 kwietnia. Kandydaci ubiegali się o miejsca w Zgromadzeniu Konstytucyjnym mającym dokonać przekształcenia monarchii w republikę. Termin wyborów przekładano dwukrotnie: początkowo miały się odbyć 20 czerwca 2007, potem ze względu na brak uchwalonej ordynacji wyborczej przesunięto je na 22 listopada. Zmiany w rządzie wpłynęły jednak na kolejną zmianę daty głosowania, na kwiecień 2008.

## Okoliczności i przebieg wyborów
W wyborach wzięły udział 54 ugrupowania, które wystawiły łącznie 9600 kandydatów Wszystkie najważniejsze spośród startujących ugrupowań opowiadały się za likwidacją istniejącej od XIII wieku monarchii. 
Choć w dniu wyborów w strzelaninie zginął jeden z kandydatów, to przebieg głosowania uznano za spokojny, a zagraniczni obserwatorzy ocenili je pozytywnie. Dzień wcześniej w strzelaninie zginęło siedmiu maoistów.
W związku z dużym stopniem analfabetyzmu w Nepalu przygotowano specjalne karty go głosowania z oznaczeniami rysunkowymi: np. leninistom przypisano czerwone słońce, maoistom – sierp i młot, partii kongresowej – drzewo, a monarchistom – krowę.
Główna rywalizacja toczyła się pomiędzy trzema ugrupowaniami – Kongresem Nepalskim, Komunistyczną Partią Nepalu – Zjednoczeni Marksiści Leniniści oraz Komunistyczną Partią Nepalu.

### Wyniki
| Partia                                                               | Liczba mandatów | Procent mandatów |
| -------------------------------------------------------------------- | --------------- | ---------------- |
| Komunistyczna Partia Nepalu (Maoistowska)                            | 229             | 38,10%           |
| Kongres Nepalski                                                     | 115             | 19,13%           |
| Komunistyczna Partia Nepalu (Zjednoczenie Marksistowsko-Leninowskie) | 108             | 17,97%           |
| Nepalskie Forum Madhesi Jana Adhikar                                 | 54              | 8,98%            |
| Partia Tarai-Madhesh Loktantrik                                      | 21              | 3,49%            |
| Komunistyczna Partia Nepalu (Marksistowsko-Leninowska)               | 9               | 1,50%            |
| Partia Sadbhavana                                                    | 9               | 1,50%            |
| Pozostałe i bezpartyjni                                              | 56              | 9,33%            |
| Razem                                                                | 601             | 100%             |

Źródła: